# Moûtiers
Moûtiers ist eine französische Kleinstadt mit 3482 Einwohnern (Stand 1. Januar 2022) im Département Savoie in der Region Auvergne-Rhône-Alpes. Sie liegt im Tarentaise-Tal an der Mündung des Doron de Bozel in die Isère. Der Ort ist Sitz des Gemeindeverbandes Cœur de Tarentaise.
Die Gemeinde gilt als historischer Hauptort der Tarentaise. Es geht auf eine Siedlung des keltischen Volkes der Ceutronen zurück. Auf der Tabula Peutingeriana ist der Ort unter dem Namen Darantasia verzeichnet. In einer Urkunde aus dem Jahr 996 wird der Name Monasterium (Kloster) erwähnt, woraus sich der heutige Ortsname entwickelte. Die Kathedrale Saint-Pierre de Moûtiers war der Bischofssitz des im 5. Jahrhundert gegründeten und im Jahr 1801 aufgelösten Bistums Tarentaise.
Moûtiers ist heute vom Tourismus geprägt und dient als Zugang zu den Trois Vallées, dem größten Skigebiet Frankreichs. Aus diesem Grund halten am Bahnhof von Moûtiers (Moûtiers-Salins-Brides-les-Bains) TGV-Züge.

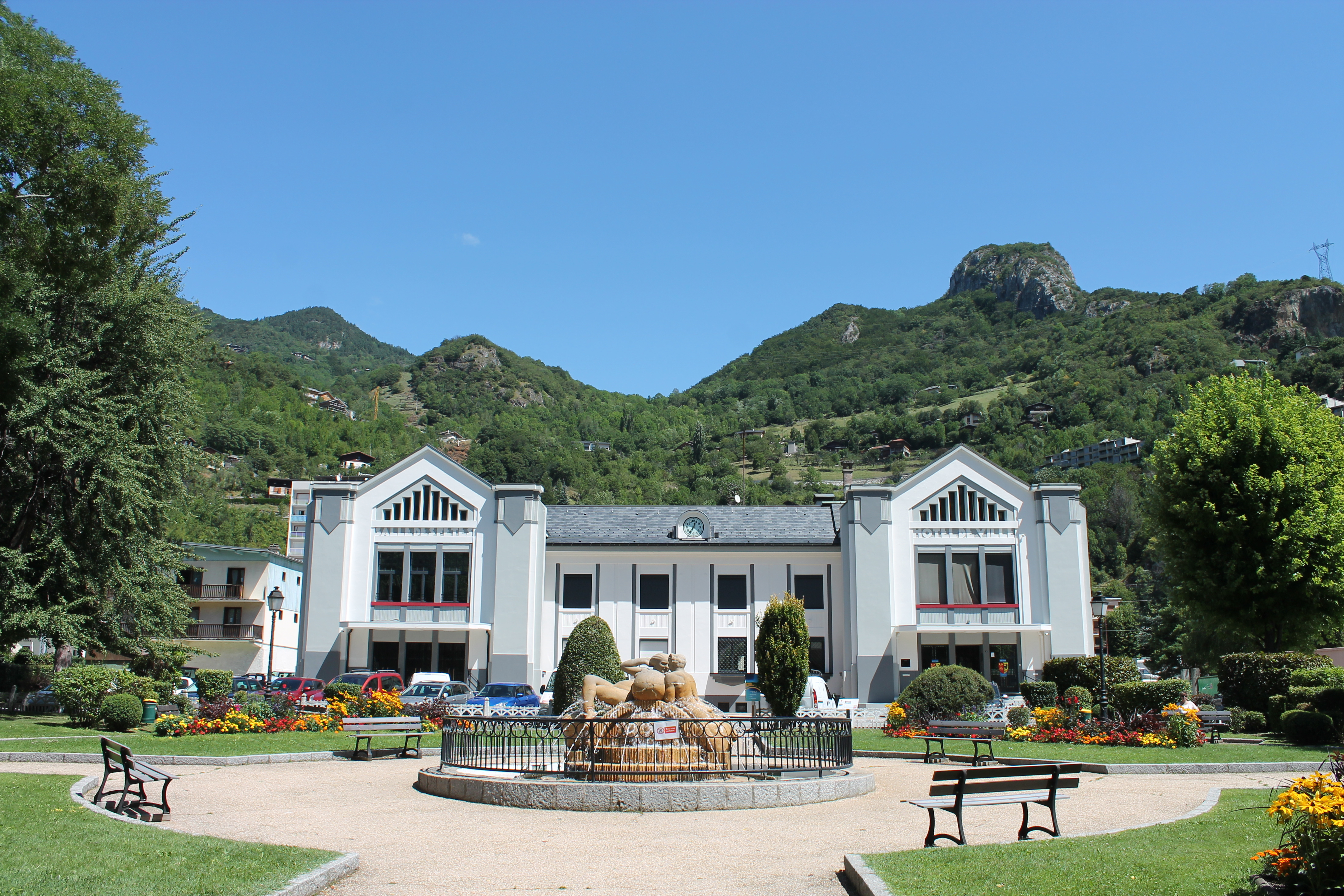
Rathaus (Hôtel de ville)
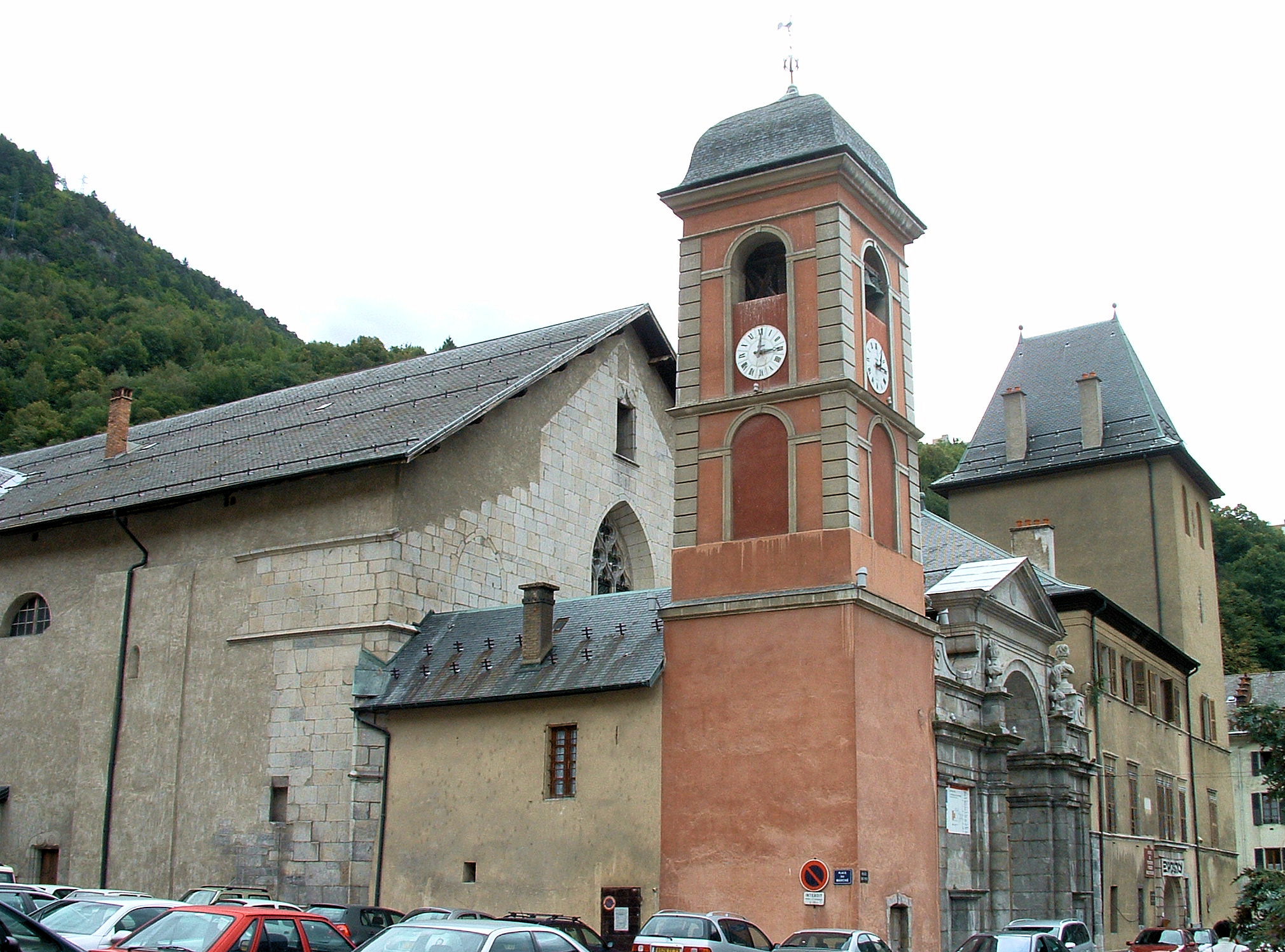
Kathedrale Saint-Pierre

## Bevölkerungsentwicklung
| Jahr                       | 1962 | 1968 | 1975 | 1982 | 1990 | 1999 | 2006 | 2016 | 2022 |
| -------------------------- | ---- | ---- | ---- | ---- | ---- | ---- | ---- | ---- | ---- |
| Einwohner                  | 3788 | 4161 | 4187 | 4342 | 4295 | 4151 | 3936 | 3509 | 3482 |
| Quellen: Cassini und INSEE |      |      |      |      |      |      |      |      |      |

## Persönlichkeiten
- Papst Innozenz V., ursprünglich Pierre de Tarentaise OP, (1225–1276), war im Vierpäpstejahr 1276 für wenige Monate der zweite Papst dieses Jahres
- Emmanuel Philibert Amadeus von Savoyen-Carignan (1628–1709), Fürst von Carignan
- Pierre-Marie Barral (1854–1929), Gründer der Missionsgesellschaft Bethlehem in Immensee
- Cathy Féchoz (* 1969), Freestyle-Skierin
- Marie Laissus (* 1978), Snowboarderin
- Julien Lizeroux (* 1979), Skirennläufer
- Jérémy Masson (* 1987), Shorttracker
- Renaud Jay (* 1991), Skilangläufer
- Alexis Pinturault (* 1991), Skirennläufer
- Laura Gauché (* 1995), Skirennläuferin